# Нимчевић
Нимчевић је презиме, које се јавља у Хрватској, Србији и Босни и Херцеговини. У Суботици га носе Буњевци. Због сличности, у литератури је често грешком поистовећивана са српском граничарском породицом Нинчић.

## Спомени
Презиме Нимчевић је носило више познатих личности:
- Хасан-ефендија Нимчевић (лат. Hassan effendi Nimcevich), потурчењак и заједнички заступник (капућехаја) фрањевачких манастира на простору босанског пашалука. Помиње се у Љетопису сутјешкога самостана и у Љетопису крешевскога самостана. Како наводи Бенић, он је 1756, 1764. и 1764. г. убирао џулус од калуђера сутјешког манастира.[1] Богдановић га спомиње 1767. г. Тада је поглавар фрањевачког крешевског манастира отишао у Травник да преко Хасан-ефендије Нимчевића издејствује дозволу за обнову самостана.[2]

Презиме Нимчевић се у Суботици крајем 17. века. г. Његови носиоци су припадници истог рода Нимчевић-Џајић.
- Мијат Нимчевић (лат. Miatt Nincsovics), који је, како преноси калачки бискуп Иван Антуновић, негде крајем 18. века имао у Аљмашу (данас Бачалмаш) посед, а у Суботици кућу.[4]
- Шимун Нимчевић, који је, између осталих, 1896. г. потписао петицију за право народног језика у школи и општини;[5]
- Синиша Нимчевић (рођ. 1971), аутор стрипова које је објављивао у суботичким фанзинима „Трт“, „Строј“, „Метеор“ и „London Dungeon“.[6]
- Горан Нимчевић (1973—2011), власник маркетиншке агенције „Home factory“,[7] и, како преносе локални медији, „један од најталентованијих телевизијских монтажера у региону, дизајнер и врстан музичар, гитариста суботичке групе ‘Perpetuum Mobile’“.[8] Настрадао је приликом несрећног случаја заједно са колегом камерманом Атилом Кираљем (мађ. Attila Király) у центру Суботице.[9]

Ово презиме забележено је у следећим местима:
- Чикузда (мађ. Sükösd)
- Кунбаја (мађ. Kunbaja)
- Матевић (мађ. Mátetelke)
- Томпа (мађ. Tompa)
- Аљмаш (мађ. Bácsalmás)
- Чантавир
- Суботица
- Бајмок
- Таванкут
- Биково
- Палић
- Жедник

Код неких породица је Џајин породични надимак презимену Нимчевић.